# 瓦西里·列昂季耶夫
瓦西里·瓦西里耶维奇·列昂季耶夫（1905年8月5日—1999年2月5日）是一位俄裔美國經濟學家，後移居美國任教於哈佛大學。他以「投入產出理論」對於經濟學的貢獻获得了1973年諾貝爾經濟學獎。他曾于1928年至1929年在中國住過一年。

## 生平

### 求學
他出生於德國慕尼黑，在俄羅斯的聖彼得堡成長，他的父親老列昂季耶夫（Wassily W. Leontief）是一位經濟學教授。他15歲就進入了父親執教的列寧格勒大學攻讀哲學，也選修了一些經濟學的課程。19歲（1925年）時便獲學士學位，同年移居德國進入柏林大學專攻經濟學，22歲時（1928年）獲經濟學博士學位。他離開俄國的原因跟他公開反對共產主義有關，他甚至為此數度被逮捕跟監禁。

### 早期生涯
1927至1930年他任職於基爾大學下轄的世界經濟學會。1928年他以国民政府铁道部的顧問身份訪問中國一年，往後他不時地利用在中國时的經驗解釋「投入產出理論」。1931年移居美國，並任職於國家經濟研究局（NBER）。1932年與詩人埃丝特尔·马尔克斯（Estelle Marks）結婚，婚後育有三子。

### 哈佛大學時期
- 1932年起獲聘為哈佛大學經濟系助教，1946年升為正教授至1975年退休。
- 1948年主持「哈佛經濟研究計劃」（Harvard Economic Research Project）並出任主持人至1973年
- 他在哈佛大學經濟系的這段時期也是該系的黃金時期：熊彼得是他的同事並且對他的研究成果備為推崇，兩位諾貝爾經濟學獎得主保羅·薩繆爾森与羅伯特·索洛是他的學生。

### 生平獲得榮譽
他畢生獲得很多榮譽學位與獎章，并參与過很多團體与研究計劃，其中主要的有：
- 美國人文科學院院士（AAAS）
- 計量經濟學會會員，1954年任會長
- 美國經濟學會（AEA）會員，1970年任會長
- 諾貝爾經濟學獎，1973年

## 主要著作
- 《美國的經濟結構，1919-1929》，1941年，哈佛大學出版社
- 《美國經濟結構研究》，1953年出版
- 《經濟學論文集》，1966年，牛津大學出版社
- 《投入產出的經濟學》（Input-Output Economics），1966年，牛津大學出版社

## 理論
- 列昂季耶夫悖论